# 제시카 프랫
제시카 프랫(Jessica Pratt, 1987년 4월 24일 ~ )은 미국의 음악가이자 싱어송라이터이다.

## 어린 시절
프랫은 팀 버클리, X, 건 클럽을 포함한 다양한 음악가의 음악을 들었던 어머니 밑에서 자랐다. 프랫은 오빠가 스트라토캐스터의 연주를 포기한 후 기타를 물려받으면서 기타 연주를 배웠다. 기타로 티렉스의 음반 《Electric Warrior》 기타 파트 연습을 시작했으며, 얼마 지나지 않아 음반 기타 파트 전체를 연주할 수 있게 됐다. 이후 16살에 어머니의 펜더 앰프와 마이크를 사용해 노래를 녹음하기 시작했다.

## 경려
샌프란시스코로 이사한 후 프랫은 3년 동안 룸메이트로 지냈던 프레슬리의 형제인 팀 프레슬리의 솔로 프로젝트 "화이트 펜스"를 소개받았다. 이후 몇 년 동안 프레슬리는 페이스북에 자신의 노래를 올렸던 당시 프랫의 남자친구를 통해 프랫의 데모를 들었고, 그는 프랫의 음악을 발매하기 위해 프랫에게 연락했다.
프랫의 데뷔 음반 《Jessica Pratt》은 2012년 프레슬리의 레이블인 버스 레코드를 통해 발매됐다. 크레이그 고스실이 프로듀싱한 음반에 수록된 노래는 2007년부터 프랫이 아날로그 테이프로 녹음했던 곡들을 사용했다. 처음을 찍어낸 500장의 음반은 2주도 되지 않아 소진되었으며, 피치포크, 컨시퀀스 오브 사운드, 팝매터스 등 많은 음악 웹사이트 및 잡지의 호평을 받았다.
2014년 1월, 프랫은 신곡 〈Game That I Play〉를 공개했으며, 같은해 10월에는 두 번째 정규 음반 《On Your Own Love Again》을 발매했다.
2018년 10월, 프랫은 세 번째 음반 《Quiet Signs》를 발매할 것이라고 발표했으며, 〈Thsi Time Around〉의 뮤직비디오를 공개하였다. 피치포크는 이 노래를 베스트 뉴 뮤직으로 선정하며 "크리스마스 노래의 트로피칼리아 버전이나 비수기 해변 마을 식당에서 연주되는 60년대 주크박스 스탠더드"라고 표현했다. 음반은 2019년 2월 멕시칸 서머와 시티 슬랭을 통해 발매됐다.
2024년 2월, 프랫은 새 음반 《Here in the Pitch》의 리드 싱글 〈Life Is〉를 공개했다.

## 음반 목록
- Jessica Pratt (2012)
- On Your Own Love Again (2015)
- Quiet Signs (2019)
- Here in the Pitch (2024)